# Gamal Abdel Nasser
Gamel Abdel Nasser (Gamal 'Abd al-Naser "Gamal Abdul Nasir"; în arabă جمال عبد الناصر, cu sensul de „protector”; n. 15 ianuarie 1918, Al Iskandariyah, Egipt – d. 28 septembrie 1970, Cairo, Al Qahirah, Egipt) a fost ofițer și prim-ministru (1954-1956), președinte (1956-1970) și lider al Republicii Arabe Unite  (1958-1961). A purtat două rǎzboaie cu Israelul în 1956 și în 1967.

## Nasser în cel de-Al Doilea Război Mondial
În 1939 la scurt timp după ce a trecut examenul de bacalaureat, Nasser a intrat în armată în Sudan ca voluntar. În tinerețe a participat la demonstrații antibritanice. În cursul războiului, Nasser și Anwar Sadat împreună cu un alt prieten Ally, au intrat în contact cu agenții Axei și au plănuit un puci ce ar fi urmat  să  coincidă cu o ofensivă italiană, și care putea duce la îndepărtarea forțelor britanice din Egipt, dar planul nu a fost executat. Nasser a început să formeze un grup militar de ofițeri tineri la care s-au alăturat alți egipteni naționaliști care deja încercaseră câteva forme de revoluție.

## Revoluția
Pentru 23 iulie 1952 Nasser a plănuit lansarea unei lovituri de stat cu un grup de ofițeri și, în aceea noapte, grupul de ofițeri au preluat controlul  puterii în toate clădirile guvernamentale, stațiile de radio, de poliție, și armată în Cairo. Membrii complotului Nasser l-au numit pe Muhammad Naguib președinte, care era cunoscut în Egipt ca eroul din 1948 în războiul Arabo Israelian.
Noul guvern instalat imediat a fost recunoscut de Regatul Unit cu o condiție, de a se respecta proprietatea cetățeniilor britanici din Egipt, altfel Regatul Unit nu îl va recunoaște și va interveni, Nasser și participanții la complotul revoluționar au permis ca Statele Unite ale Americii să-i dea adăpost regelui Farouk și întregii sale familii, fără umilire și cu onoare.
După asumarea puterii, Nasser își formează guvernul  egiptean de "ofițeri liberi", Ali Maher devine prim-ministru.  ""Ofițerii liberi"" participanți la complotul Nasser au constituit adevărata putere în Egipt, cu Neguib ca șef al statului, iar Nasser vice-șef al statului. Deoarece consiliul revoluționar avea deja o ideologie puternică, membrii lui l-au demisionat prin forță pe Ali Maher în 7 decembrie 1952, sub motiv că nu acceptase reformarea în drept a statului. Naguib a preluat întreaga putere ca prim ministru.

## Conflictul cu Naguib
În iunie 1953, Naguib anunță în mod oficial desființarea monarhiei și s-a proclamat ca președintele Egiptului După aceasta Naguib și Nasser intră în conflict.
Pe 23 februarie 1954 Naguib demisionează din ambele posturi ca președinte și prim-ministru.
Comandamentul consiliului revoluționar l-a proclamat pe Nasser ca prim ministru, iar Naguib a fost pus în arest la domiciliu. Comandamentul consiliului revoluționar a dialogat cu Naguib, și o mare parte din cetățeni au demonstrat în favoarea lui Naguib, rezultatul acestei demonstrații, consiliul i-a permis lui Naguib de a se întoarce ca președinte, și să se introducă noi alegeri libere, pentru un nou prim-ministru și un nou președinte, în cele din urmă Nasser a preluat ambele puteri.
Nasser l-a scos imediat în octombrie 1954 cu forța pe Naguib din funcție și s-a proclamat dictatorul militar al Egiptului. A rămas conducătorul Egiptului vreme de 15 ani.

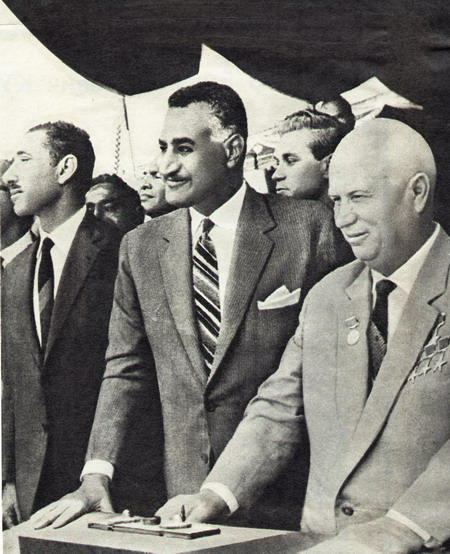

## Canalul Suez
Imediat după ce Nasser a devenit șeful statului, a semnat un contract cu Regatul Unit, permisiunea ca forțele militare britanice să stea în Suez ,dar și forțe civile. Această perioadă i-a dat Egiptului întreaga independență, și a luat sfârșit tensiunea între Egipt și Regatul Unit. Nasser a cerut în schimb un ajutor financiar de 40 de milioane de dolari pentru dezvoltare, de la americani și britanici.
În 1955 Nasser a primit 40-60 de milioane de dolari pentru construcția Aswan.
Nasser în 26 iulie 1955 anunță naționalizarea Canalului de Suez. Atât Josip Broz Tito cât și Jawaharlal Nehru îi previn pe Nasser că naționalizarea canalului va provoca occidentul, vor fi reacții grave, totuși Nasser era convins ca Regatul Unit nu va interveni militar, și era anunțat că este foarte posibil ca Israelui să reacționeze.
Consiliul de securitate al S.U.A a adoptat rezoluția lui Nasser, iar Nasser era deja sigur că Suezul nu va fi invadat.
Nasser a greșit deoarece la 29 octombrie forțele militare al Israelului au intrat în peninsula Sinai, iar la 31 octombrie forțele britanice și franceze au intrat în zona canalului de Suez, Dwight Eisenhower și guvernul american a cerut retragerea celor trei țări, la 5 noiembrie 1956, U.R.S.S au dat un ultimatum retragerii trupelor străine.

## Relația de prietenie cu Uniunea Sovietică
După criza legată de Canalul Suez, Egiptul s-a eliberat de presiunile occidentului imperialist și a avut o relație politică strânsă cu Uniunea Sovietică care a aprobat o investiție de circa o treime din costul barajului Aswan. Sute de tehnicieni sovietici au luat parte la această construcție.
Construcția începe la 1 ianuarie 1960 și a fost completată în 1970. Barajul  Aswan, numit Lacul Nasser în onoarea lui Nasser, a produs putere electrică de 2.1 gigawati.
Aswanul nu a fost unicul rezultat al acestei relații dintre Egipt și U.R.S.S. Sub influența sovietică, Nasser a introdus în Egipt sistemul de economie socialist.
Nasser a fost decorat cu Ordinul Lenin.

## Nasser și războiul
Cu trei ani înainte de moartea sa în 1967, Nasser a intrat în conflict cu Israelul, ce a dus la Războiul de șase zile. După înfrângerea suferită de Egipt, Nasser a demisionat, dar a fost rechemat de populația egipteană în mod masiv și a continuat în această funcție până la decesul său.
Nasser a murit de infarct la 27 septembrie 1970, la Cairo, la o conferință cu liderii arabi despre masacrul  din Iordania, unde au foști uciși mii de palestinieni, operațiune numită "Septembrie Negru din Iordania".
A facut parte din Statele Nealiniate razboiului rece alaturi de Tito, Nehru, Ceausescu, lumea est-asiatică: Coreea, China, Vietnam, militand pentru pace între cele doua blocuri, lagărul socialist al Pactului de la Varsovia și lumea liberă, OTAN.

## Vezi și
- Regimul lui Nasser

1. 1 2  Gamal Abdel Nasser, SNAC, accesat în 9 octombrie 2017
2. 1 2  Gamal Nasser, Brockhaus Enzyklopädie, accesat în 9 octombrie 2017
3. 1 2  „Gamal Abdel Nasser”, Internet Movie Database, accesat în 13 octombrie 2015
4. 1 2  Gamal Abd el Nasser, Munzinger Personen, accesat în 9 octombrie 2017
5. 1 2  Gamal Abdel Nasser, Encyclopædia Britannica Online, accesat în 9 octombrie 2017
6. ↑  Насер Гамаль Абдель, Marea Enciclopedie Sovietică (1969–1978)[*]
7. 1 2 3 4 5   https://www.britannica.com/biography/Gamal-Abdel-Nasser Lipsește sau este vid: |title= (ajutor)
8. ↑   https://www.alarabiya.net/politics/2022/02/06/%D9%84%D8%BA%D8%B2-%D8%A7%D9%84%D9%88%D9%81%D8%A7%D8%A9 Lipsește sau este vid: |title= (ajutor)
9. ↑  Autoritatea BnF, accesat în 10 octombrie 2015
10. ↑  Enciclopedia Universală Britanica. Litera. 2010. p. 71.